# 早田秀治
早田 秀治（はやた しゅうじ、1960年1月5日 - ）は、地方競馬の大井競馬場東京都騎手会に所属していた元騎手。同じく大井競馬場に所属していた元騎手の早田功駿は息子。旧姓は武井。

## 来歴
デビュー前に所属厩舎の船橋競馬場武井喜和十調教師と養子縁組を結び、武井姓で1976年11月6日にデビュー。その後大井競馬場の高岩隆厩舎に移籍し、武井調教師の他界後養子縁組を解消、早田姓に戻す。
1991年にオールカマーをジョージモナークで優勝し、中央競馬初騎乗で初勝利・初重賞勝利を達成するなど大舞台に強く、トチノミネフジやオリオンザサンクスなどとのコンビで多くの重賞を制した。
2013年11月27日の大井競馬第7競走C2十組十一組においてビービーモリガンに騎乗し優勝、地方競馬通算1000勝を達成した（14頭立て9番人気）。
2022年3月25日、特別区競馬組合により3月31日付けで騎手を引退することが発表された。
地方通算成績は10133戦999勝・2着1037回・3着1023回・勝率9.9%・連対率20.1%（2013年11月1日現在）。中央競馬11戦2勝・2着1回・3着2回。

## おもな騎乗馬
- カツラギセンプー（アラブダービー、ワード賞）
- スズユウ（東京ダービー）
- ミルトツプ（桜花賞）
- チヤンピオンスター（黒潮盃）
- スタードール（ダービーグランプリ）
- ダイコウガルダン（グランドチャンピオン2000、東京大賞典、東京シティ盃、川崎記念、東京記念）
- ケイワンハート（東京プリンセス賞、トゥインクルレディー賞）
- ジョージモナーク（関東盃、オールカマー）
- トチノミネフジ（銀盃、千鳥賞、アラブダービー、アラブ王冠賞、全日本アラブ大賞典、ワード賞）
- ヒカリルーファス（東京シティ盃、かしわ記念）
- オリオンザサンクス（京浜盃、羽田盃、東京ダービー、ジャパンダートダービー、フロンティアスプリント盃）